# Verena Mörtel
Verena Mörtel (* 27. Mai 1980 in Nürnberg) ist eine deutsche Schauspielerin und Hundetrainerin.

## Leben
Verena Mörtel absolvierte ihre Schauspielausbildung im Hamburger Schauspiel-Studio Frese. Seit 2009 ist sie in der ARD-Seifenoper Marienhof in ihrer ersten großen Fernsehrolle als ‚Heidi Torg‘ zu sehen. Anfangs war diese als Gastrolle ausgelegt; bis zum Serienende gehörte sie zur Hauptbesetzung.
Sie hat sich zur Hundetrainerin ausbilden lassen und lebt in Hamburg.